# Tàu điện ngầm Seoul tuyến 2
Tàu điện ngầm Seoul tuyến số 2 (Tiếng Hàn: 서울 지하철 2호선 Seoul Jihacheol Ihoseon, Hanja: 서울 地下鐵 2號線) là một tuyến tàu điện của Tàu điện ngầm vùng thủ đô Seoul. Đây là tuyến mà người dân Seoul sử dụng nhiều nhất, và bao gồm một vòng chính là Tuyến vòng Euljiro (48,8 km) đi quanh các khu vực chính của Seoul, Tuyến nhánh Seongsu (5,4 km) nối Ga Seongsu và Ga Sinseol-dong  và Tuyến nhánh Sinjeong (6.0 km) nối Ga Sindorim và Ga Kkachisan, tổng chiều dài là 60,2 km.
Tuyến chạy theo chiều kim đồng hồ gọi là "tuyến bên trong vòng tròn" và tuyến ngược chiều kim đồng hồ gọi là "tuyến bên ngoài vòng tròn". Màu được sử dụng cho tuyến là màu ■ Xanh lá cây
Tính đến năm 2012, Tàu điện ngầm Seoul tuyến 2 là tuyến bận rộn nhất ở Hàn Quốc, với trung bình mỗi ngày có 2.048.000 người sử dụng tuyến này, chiếm 31% tổng số hành khách đi tàu điện ngầm ở Seoul. Tổng công ty vận tải Seoul phụ trách tất cả các phần. Hướng di chuyển là giao thông bên tay phải.

## Tổng quan

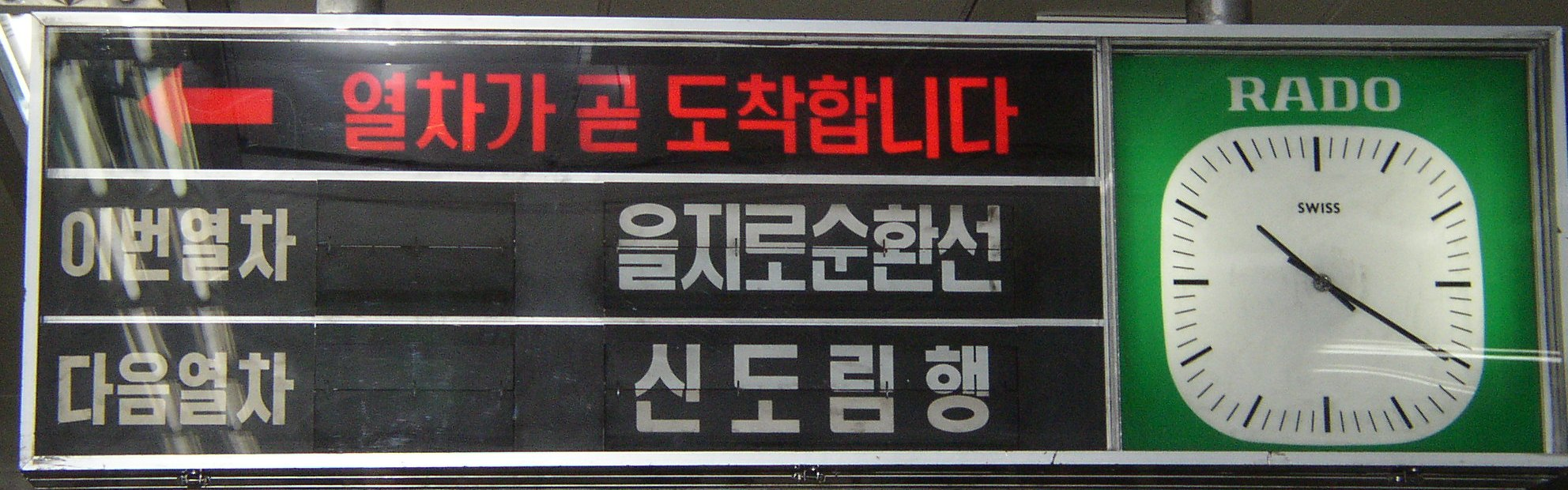
Nó được sử dụng trong đoạn tàu điện ngầm đầu tiên cho đến khi có sự ra đời của hướng dẫn tuyến đường dạng nắp và hướng dẫn tuyến đường bằng đèn LED. Nó vẫn nằm trên Tàu điện ngầm Seoul tuyến 2 cho đến năm 2010 và thông tin tuyến đường mới đã được cài đặt tại một số ga vào năm 2005, nhưng nó đã bị dỡ bỏ ngay sau đó do các vấn đề về hợp đồng với nhà điều hành được thay thế bằng loại LCD mới hiện có, tất cả đều đã bị phá bỏ.

### Hoạt động

#### Tuyến vòng bên ngoài và bên trong
Điểm tham chiếu trên tài liệu là Ga Tòa thị chính, nhưng về vận hành và vận hành tàu thì Ga Seongsu và Ga Sindorim mới là điểm tham chiếu. Vòng lặp bên trong là một hệ thống chạy quanh vòng lặp theo chiều kim đồng hồ, trong khi vòng lặp bên ngoài chạy ngược chiều kim đồng hồ. Trước đây, hệ thống dịch vụ này được gọi là Tuyến đường vòng Euljiro, theo biệt danh của tuyến này, nhưng nó không còn được sử dụng thường xuyên nữa. Tất cả các chuyến tàu đều dừng ở mỗi ga và hầu hết các chuyến tàu đều khởi hành từ Ga Seongsu hoặc Ga Sindorim nằm gần depot, đi vài vòng quanh tuyến chính rồi kết thúc tại Ga Seongsu hoặc Ga Sindorim. Ngoài ra, trong khung giờ cuối cùng của chuyến tàu, có những chuyến tàu dừng ở Ga Euljiro 1(il)-ga, Ga Đại học Quốc gia Seoul, Ga Samseong và Ga Đại học Hongik, và các chuyến tàu này sẽ ở lại ga chính, chạy trên chuyến tàu đầu tiên vào lúc bình minh hôm sau ngày, sau đó đến depot. Thời gian tiêu chuẩn để di chuyển toàn bộ tuyến đường vòng là 1 giờ 27 phút (87 phút) đến 1 giờ 30 phút (90 phút), nhưng có thể bị chậm một chút do chậm trễ trong giờ cao điểm, v.v. Có 75 đoàn tàu gồm 10 toa, khi vận hành sử dụng hệ thống tổ lái hai người với một kỹ sư ở cabin phía trước và một người soát vé ở cabin phía sau, giống như Tuyến 1, Tuyến 3 và Tuyến 4 (bao gồm cả Korail).
Từ ngày 31 tháng 12 năm 1996 đến ngày 22 tháng 11 năm 1999, khi cầu đường sắt Dangsan ngừng hoạt động do xây dựng lại, tuyến bên trong chỉ chạy đến ga Dangsan, còn tuyến ngoài chỉ chạy đến ga Đại học Hongik hoặc ga Hapjeong.

#### Tuyến nhánh Seongsu
Đây là tuyến nhánh chạy giữa Seongsu và Sinseol-dong. Kể từ khi đoạn Sinseol-dong - Seongsu - Liên hợp thể thao của Tuyến 2 lần đầu tiên được thông xe với giai đoạn 1 khai trương vào ngày 31 tháng 10 năm 1980, đoạn tuyến chính được mở rộng và thông xe với đoạn Liên hợp thể thao - Đại học giáo dục Quốc gia Seoul được kéo dài với việc mở giai đoạn 2 vào ngày 23 tháng 12 năm 1982 hoạt động một phần. Tuy nhiên, vào ngày 16 tháng 9 năm 1983, khi giai đoạn đoạn 3 Seongsu - Euljiro 1(il)-ga được mở rộng và thông xe, đoạn Euljiro 1(il)-ga - Liên hợp thể thao trở thành tuyến chính và đoạn Sinseol-dong - Seongsu được tách thành tuyến chính. Tuyến nhánh Seongsu, thiết lập điều hành giống như hiện tại. Các chuyến tàu khởi hành và kết thúc tại Ga Seongsu sẽ được chuyển đến depot Gunja hoặc vận chuyển từ depot qua Tuyến nhánh Seongsu. Tàu VVVF số 1000 của Tổng công ty Vận tải Seoul và tàu 1000 của Tổng công ty Vận tải Seoul, vận hành Tàu điện ngầm vùng thủ đô Seoul tuyến 1, cũng dừng tại Ga Dongmyo trên Tàu điện ngầm Seoul tuyến 1 và sau đó sử dụng tuyến kết nối giữa các Tuyến 1 và 2 trong Ga Sinseol-dong để đến Ga Sinseol-dong nó được đưa vào depot Gunja. Vì lý do này, tàu Tuyến nhánh Seongsu đôi khi dừng ở Ga Yongdap hoặc Ga Sindap trong hơn một phút. Tuyến nhánh Seongsu có 5 đoàn tàu với 4 toa, và giống như tuyến nhánh Sinjeong, sức chứa tàu ngắn và sử dụng hệ thống tổ lái một người nên không có người soát vé riêng làm việc ở cabin phía sau tàu.

#### Tuyến nhánh Sinjeong
Nó là một hệ thống tuyến nhánh chạy giữa Sindorim và Kkachisan. Nó được xây dựng bằng cách mở rộng tuyến đến và đi giữa Ga Sindorim và Depot Sinjeong và có thể được chuyển sang Tuyến 5 tại Ga Kkachisan. Ngoài ra, có một tuyến kết nối với Tuyến 5 gần Ga Kkachisan nên khi Tàu điện ngầm Seoul tuyến 5 mở cửa, nó được sử dụng để vận chuyển các đoàn tàu Tuyến 5 và các đoàn tàu Tuyến 7 và 8 đến depot Godeok và depot Banghwa. Vì các đoạn từ Ga Sinjeongnegeori đến Ga Kkachisan và từ Ga Sindorim đến Ga Dorimcheon là đường ray đơn nên nếu chuyến tàu trước đi vào Ga Kkachisan từ Ga Sinjeongnegeori hoặc đi từ Ga Dorimcheon đến Ga Sindorim thì chuyến tàu tiếp theo phải đợi cho đến khi chuyến tàu trước quay trở lại. Khoảng cách giữa các chuyến khởi hành tương đối dài (khoảng 10 phút). Ngoài ra, do tàu vào và ra qua tuyến kết nối với depot Sinjeong nằm giữa Ga Dorimcheon và Ga văn phòng Yangcheon-gu nên các chuyến tàu nhánh đôi khi phải chờ ở Ga văn phòng Yangcheon-gu hoặc Ga Dorimcheon. Ngoài ra, tuyến nhánh Sinjeong gồm có 4 đoàn tàu 6 toa, giống như tuyến nhánh Seongsu, số lượng tàu ít nên thực hiện hệ thống tổ lái một người nên không có người soát vé riêng làm việc ở cabin phía sau của tàu hỏa.

## Lịch sử
Tuyến 2 được xây dựng vào 1978-84 cùng với tuyến nhánh Seongsu (tuyến nhánh Sinjeong thứ hai được xây vào 1989-95). Cầu Dangsan đã được đóng cửa và tái thiết kế vào năm 1996 và mở cửa lại vào 22 tháng 11 năm 1999. Cầu dầm thép cũ đã được thay thế bằng một cây cầu bê tông dài 1,3 kilômét (0,81 mi) giữa Dangsan ở phía nam của dòng sông và Hapjeong ở bờ phía Bắc.
Ga Yongdu trên tuyến nhánh Seongsu (giữa ga Sindap và Sinseol-dong) là ga đầu tiên trong hệ thống tàu điện ngầm Seoul với sân ga hoạt động có cửa chắn sân ga. Tính đến 2008, sân ga có cửa chắn hoạt động hầu hết trên tất cả nhà ga của Tuyến 2. Tàu mới cũng dần dần đi vào tuyến, thay thế cho tàu cũ.
- Năm 1977: Khởi công xây dựng
- 28 tháng 5 năm 1980: Quyết định đặt tên ga giữa Gucheongap ~ Sân vận động[5]
- 28 tháng 8 năm 1980: Đổi tên từ ga Gucheong thành ga Sinseol-dong và từ ga Sân vận động thành ga liên hợp thể thao[6]
- 31 tháng 10 năm 1980 : Đoạn Sinseol-dong ~ Khu liên hợp thể thao dài 14,3 km khai trương
- 9 tháng 12 năm 1982: Quyết định đặt tên ga cho đoạn Khu liên hợp thể thao ~ Đại học Giáo dục Quốc gia Seoul[7]
- 23 tháng 12 năm 1982: Khai trương đoạn Khu liên hợp thể thao ~ Đại học Giáo dục Quốc gia Seoul dài 5,5 km
- 30 tháng 6 năm 1983: Quyết định đặt tên ga đoạn Euljiro 1(il)-ga ~ Đại học Giáo dục Quốc gia Seoul[8]
- 16 tháng 9 năm 1983 : Với việc mở đoạn 7,9 km giữa Euljiro 1(il)-ga ~ Seongsu, đoạn 5,4 km giữa Sinseol-dong - Seongsu được tách thành tuyến nhánh Seongsu.
- 17 tháng 10 năm 1983: Đổi từ ga Mullae thành ga Sindorim và từ ga Mullae 3(sam)-ga thành ga Mullae[9]
- 17 tháng 12 năm 1983: Khai trương đoạn 6,7 km giữa Đại học Giáo dục Quốc gia Seoul ~ Đại học Quốc gia Seoul [10]
- 18 tháng 5 năm 1984: Đổi từ Ga Donggyo thành Ga Đại học Hongik[11]
- 22 tháng 5 năm 1984: Đoạn Đại học Quốc gia Seoul ~ Euljiro 1(il)-ga dài 19,8 km được mở, hoàn thành Tuyến vòng tròn Euljiro
- 1 tháng 3 năm 1985: Đổi từ Ga Hwayang thành Ga Đại học Konkuk[12]
- 18 tháng 10 năm 1985: Do sự mở rộng của Tàu điện ngầm Seoul Tuyến 3 và 4, Ga Euljiro 3(sam)-ga, Ga Đại học Giáo dục Quốc gia Seoul, Ga Sân vận động Seoul (nay là Ga Công viên Văn hóa và Lịch sử Dongdaemun) và Ga Sadang trở thành ga trung chuyển.
- 24 tháng 10 năm 1985: Ga Sân vận động Seoul đổi thành Ga Sân vận động Dongdaemun[13]
- 20 tháng 3 năm 1992: Đổi tên nhà ga từ Ga Giji thành Ga Yongdap
- 22 tháng 5 năm 1992: Khai trương đoạn 2,7 km giữa Sindorim ~ Văn phòng Yangcheon-gu Đoạn 2,7 km của Tuyến nhánh Sinjeong
- 29 tháng 2 năm 1996: Khai trương đoạn 1,9 km giữa Văn phòng Yangcheon-gu ~ Sinjeongnegeori trên Tuyến nhánh Sinjeong
- 20 tháng 3 năm 1996: Đoạn 1,4 km giữa Sinjeongnegeori - Kkachisan trên Tuyến nhánh Sinjeong được khai trương đồng thời với phần mở rộng của Tuyến 5 Tàu điện ngầm Seoul.
- 31 tháng 12 năm 1996: Đoạn 2 km giữa Dangsan - Hapjeong bị đình chỉ do xây dựng lại Cầu Đường sắt Dangsan.
- 22 tháng 11 năm 1999: Đoạn 2 km giữa Dangsan - Hapjeong được mở lại với việc hoàn thành Cầu Đường sắt Dangsan.
- 3 tháng 8 năm 2001: Khai trương lối chuyển tiếp tuyến số 6 tại ga Sindang
- 1 tháng 10 năm 2004: Chuyển từ Ga Khu liên hợp Công nghiệp Guro thành Ga Phức hợp kỹ thuật số Guro
- 20 tháng 10 năm 2005: Mở ga Yongdu giữa Sindap và Sinseol-dong
- 29 tháng 10 năm 2009: Ga Sân vận động Dongdaemun đổi thành Ga Công viên Văn hóa và Lịch sử Dongdaemun[14]
- 27 tháng 5 năm 2010: Chuyển từ Ga Seongnae sang Ga Jamsillaru [15]
- Tháng 9 năm 2010: Hệ thống tín hiệu đổi thành ATP/ATO của Siemens, Đức
- 18 tháng 12 năm 2014: Đổi từ Ga Wangsimni thành Ga Wangsimni (Văn phòng Seongdong-gu)[16]
- 15 tháng 12 năm 2016: Đổi từ ga Sincheon thành ga Jamsilsaenae[17]
- 26 tháng 12 năm 2019: Thay đổi từ Ga Công viên Văn hóa và Lịch sử Dongdaemun thành Ga Công viên Văn hóa và Lịch sử Dongdaemun (DDP) và từ Ga Nakseongdae thành Ga Nakseongdae (Ganggamchan)[18]

## Cơ sở vật chất
Vào tháng 12 năm 2010 tuyến được ghi nhận là nơi tiêu thụ dữ liệu WiFi cao nhất trong vùng thủ đô Seoul. Trung bình 2,56 lần cao hơn 14 tuyến tàu điện ngầm khác có dịch vụ WiFi.
Vào 2011, nhà bán lẻ Home plus mở cửa siêu thị ảo đầu tiên trên thế giới tại Ga Seolleung, nơi mà người sử dụng điện thoại thông minh có thể quét mã vạch trên bức ảnh, trên tường và cửa màn hình sân ga, của 500 mặt hàng thực phẩm, đồ dùng nhà tắm, điện tử..., giao trong ngày.

## Bản đồ tuyến
|  |

|  |  |  |

|  |

|  |  |  |

|  |  |  |

|  |  |  |  |  |

|  |  |  |  |  |  |  |

|  |  |  |  |  |

|  |  |  |

|  |  |  |

|  |  |  |  |  |

|  |  |  |  |  |  |  |

|  |  |  |  |  |

|  |  |  |  |  |

|  |

|  |

|  |  |  |

|  |  |  |

| 8.6 |
| 0.0 |

|  |  |  |  |  |

|  |  |  |  |  |

|  |  |  |  |  |

|  |  |  |

|  |  |  |

|  |  |  |

|  |  |  |  |  |  |  |

|  |  |  |  |  |  |  |

|  |  |  |  |  |  |  |  |  |

|  |

|  |  |  |

|  |  |  |  |  |

|  |

|  |  |  |

|  |  |  |  |  |

|  |

|  |  |  |

|  |  |  |

|  |  |  |

|  |

|  |  |  |  |  |

|  |  |  |

|  |

|  |  |  |

|  |

|  |  |  |

|  |  |  |

|  |

|  |

|  |  |  |

|  |

|  |

|  |

|  |  |  |

|  |

|  |

|  |

|  |

|  |  |  |  |  |

|  |  |  |

|  |

|  |  |  |

| 37.6 |
| 0.0  |

|  |  |  |

|  |  |  |

|  |  |  |  |  |  |  |

|  |  |  |

|  |  |  |

|  |  |  |  |  |  |  |

|  |  |  |  |  |

|  |  |  |  |  |

|  |

|  |  |  |

|  |  |  |  |  |

|  |

|  |  |  |

|  |  |  |  |  |

|  |

|  |  |  |

|  |  |  |  |  |

|  |  |  |  |  |

|  |  |  |  |  |

|  |

|  |

|  |

|  |  |  |

|  |  |  |

|  |

|  |

|  |  |  |

|  |

|  |  |  |

|  |  |  |

|  |  |  |  |  |

|  |  |  |  |  |  |  |

|  |  |  |  |  |

|  |  |  |

|  |  |  |

|  |  |  |  |  |

|  |  |  |  |  |  |  |

|  |  |  |  |  |

|  |  |  |  |  |

|  |

|  |

|  |  |  |

|  |  |  |

| 8.6 |
| 0.0 |

|  |  |  |  |  |

|  |  |  |  |  |

|  |  |  |  |  |

|  |  |  |

|  |  |  |

|  |  |  |

|  |  |  |  |  |  |  |

|  |  |  |  |  |  |  |

|  |  |  |  |  |  |  |  |  |

|  |

|  |  |  |

|  |  |  |  |  |

|  |

|  |  |  |

|  |  |  |  |  |

|  |

|  |  |  |

|  |  |  |

|  |  |  |

|  |

|  |  |  |  |  |

|  |  |  |

|  |

|  |  |  |

|  |

|  |  |  |

|  |  |  |

|  |

|  |

|  |  |  |

|  |

|  |

|  |

|  |  |  |

|  |

|  |

|  |

|  |

|  |  |  |  |  |

|  |  |  |

|  |

|  |  |  |

| 37.6 |
| 0.0  |

|  |  |  |

|  |  |  |

|  |  |  |  |  |  |  |

|  |  |  |

|  |  |  |

|  |  |  |  |  |  |  |

|  |  |  |  |  |

|  |  |  |  |  |

|  |

|  |  |  |

|  |  |  |  |  |

|  |

|  |  |  |

|  |  |  |  |  |

|  |

|  |  |  |

|  |  |  |  |  |

|  |  |  |  |  |

|  |  |  |  |  |

|  |

|  |

|  |

|  |  |  |

|  |  |  |

|  |

## Ga

### Tuyến chính (Tuyến vòng Euljiro)
| Số ga | Tên ga                                                            | Tên ga                        | Tên ga                   | Chuyển tuyến                 | Khoảng cách | Tổng khoảng cách | Vị trí | Vị trí          |
| Số ga | Tiếng Việt                                                        | Hangul                        | Hanja                    | Chuyển tuyến                 | Khoảng cách | Tổng khoảng cách | Vị trí | Vị trí          |
| ----- | ----------------------------------------------------------------- | ----------------------------- | ------------------------ | ---------------------------- | ----------- | ---------------- | ------ | --------------- |
| 201   | Tòa thị chính                                                     | 시청                          | 市廳                     | (132)                        | 0.0         | 0.0              | Seoul  | Jung-gu         |
| 202   | Euljiro 1(il)-ga (Ngân hàng Hana)                                 | 을지로입구 (하나은행)         | 乙支路入口               |                              | 0.7         | 0.7              | Seoul  | Jung-gu         |
| 203   | Euljiro 3(sam)-ga (Thẻ Shinhan)                                   | 을지로3가 (신한카드)          | 乙支路3街 (新韓카드)     | (330)                        | 0.8         | 1.5              | Seoul  | Jung-gu         |
| 204   | Euljiro 4(sa)-ga (Thẻ BC)                                         | 을지로4가 (BC카드)            | 乙支路4街                | (535)                        | 0.6         | 2.1              | Seoul  | Jung-gu         |
| 205   | Công viên Lịch sử và Văn hóa Dongdaemun (DDP)                     | 동대문역사문화공원 (DDP)      | 東大門歷史文化公園 (DDP) | (422) (536)                  | 1.0         | 3.1              | Seoul  | Jung-gu         |
| 206   | Sindang                                                           | 신당                          | 新堂                     | (635)                        | 0.9         | 4.0              | Seoul  | Jung-gu         |
| 207   | Sangwangsimni                                                     | 상왕십리                      | 上往十里                 |                              | 0.9         | 4.9              | Seoul  | Seongdong-gu    |
| 208   | Wangsimni (Văn phòng Seongdong-gu)                                | 왕십리 (성동구청)             | 往十里 (城東區廳)        | (540) (K116) (K210)          | 0.8         | 5.7              | Seoul  | Seongdong-gu    |
| 209   | Đại học Hanyang                                                   | 한양대                        | 漢陽大                   |                              | 1.0         | 6.7              | Seoul  | Seongdong-gu    |
| 210   | Ttukseom                                                          | 뚝섬                          | 뚝섬                     |                              | 1.1         | 7.8              | Seoul  | Seongdong-gu    |
| 211   | Seongsu                                                           | 성수                          | 聖水                     | (Tuyến nhánh Seongsu)        | 0.8         | 8.6              | Seoul  | Seongdong-gu    |
| 212   | Đại học Konkuk                                                    | 건대입구                      | 建大入口                 | (727)                        | 1.2         | 9.8              | Seoul  | Gwangjin-gu     |
| 213   | Guui (Văn phòng Gwangjin-gu)                                      | 구의 (광진구청)               | 九宜 (廣津區廳)          |                              | 1.6         | 11.4             | Seoul  | Gwangjin-gu     |
| 214   | Gangbyeon (Bến xe buýt Dongseoul)                                 | 강변 (동서울터미널)           | 江邊 (東서울터미널)      |                              | 0.9         | 12.3             | Seoul  | Gwangjin-gu     |
| 215   | Jamsillaru (Suhyup Insurance)                                     | 잠실나루 (수협중앙회공제보험) | 蠶室나루                 |                              | 1.8         | 14.1             | Seoul  | Songpa-gu       |
| 216   | Jamsil (Văn phòng Songpa-gu)                                      | 잠실 (송파구청)               | 蠶室 (松坡區廳)          | (814)                        | 1.0         | 15.1             | Seoul  | Songpa-gu       |
| 217   | Jamsilsaenae                                                      | 잠실새내                      | 蠶室새내                 |                              | 1.2         | 16.3             | Seoul  | Songpa-gu       |
| 218   | Khu liên hợp thể thao                                             | 종합운동장                    | 綜合運動場               | (930)                        | 1.2         | 17.5             | Seoul  | Songpa-gu       |
| 219   | Samseong (World Trade Center Seoul)                               | 삼성 (무역센터)               | 三成 (貿易센터)          |                              | 1.0         | 18.5             | Seoul  | Gangnam-gu      |
| 220   | Seolleung (Acuon Savings Bank)                                    | 선릉 (애큐온저축은행)         | 宣陵                     | (K215)                       | 1.3         | 19.8             | Seoul  | Gangnam-gu      |
| 221   | Yeoksam (Center Field)                                            | 역삼 (센터필드)               | 驛三                     |                              | 1.2         | 21.0             | Seoul  | Gangnam-gu      |
| 222   | Gangnam                                                           | 강남                          | 江南                     | (D07)                        | 0.8         | 21.8             | Seoul  | Gangnam-gu      |
| 223   | Đại học Giáo dục Quốc gia Seoul (Tòa án & Văn phòng Công tố viên) | 교대 (법원·검찰청)            | 敎大 (法院·檢察廳)       | (340)                        | 1.2         | 23.0             | Seoul  | Seocho-gu       |
| 224   | Seocho                                                            | 서초                          | 瑞草                     |                              | 0.7         | 23.7             | Seoul  | Seocho-gu       |
| 225   | Bangbae (Đại học nghệ thuật Baekseok)                             | 방배 (백석예술대)             | 方背 (白石藝術大)        |                              | 1.7         | 25.4             | Seoul  | Seocho-gu       |
| 226   | Sadang                                                            | 사당                          | 舍堂                     | (433)                        | 1.6         | 27.0             | Seoul  | Dongjak-gu      |
| 227   | Nakseongdae (Ganggamchan)                                         | 낙성대 (강감찬)               | 落星垈 (姜邯贊)          |                              | 1.7         | 28.7             | Seoul  | Gwanak-gu       |
| 228   | Đại học Quốc gia Seoul (Văn phòng Gwanak-gu)                      | 서울대입구 (관악구청)         | 首爾大學 (冠岳區廳)      |                              | 1.0         | 29.7             | Seoul  | Gwanak-gu       |
| 229   | Bongcheon                                                         | 봉천                          | 奉天                     |                              | 1.0         | 30.7             | Seoul  | Gwanak-gu       |
| 230   | Sillim                                                            | 신림                          | 新林                     | (S408)                       | 1.1         | 31.8             | Seoul  | Gwanak-gu       |
| 231   | Sindaebang                                                        | 신대방                        | 新大方                   |                              | 1.8         | 33.6             | Seoul  | Dongjak-gu      |
| 232   | Phức hợp kỹ thuật số Guro (Đại học Kỹ thuật Wonkwang)             | 구로디지털단지 (원광디지털대) | 九老디지털團地           |                              | 1.1         | 34.7             | Seoul  | Guro-gu         |
| 233   | Daerim (Văn phòng Guro-gu)                                        | 대림 (구로구청)               | 大林 (九老區廳)          | (744)                        | 1.1         | 35.8             | Seoul  | Guro-gu         |
| 234   | Sindorim                                                          | 신도림                        | 新道林                   | (140) (Tuyến nhánh Sinjeong) | 1.8         | 37.6             | Seoul  | Guro-gu         |
| 235   | Mullae (Bệnh viện Mắt Kim's)                                      | 문래 (김안과병원)             | 文來                     |                              | 1.2         | 38.8             | Seoul  | Yeongdeungpo-gu |
| 236   | Văn phòng Yeongdeungpo-gu                                         | 영등포구청                    | 永登浦區廳               | (523)                        | 0.9         | 39.7             | Seoul  | Yeongdeungpo-gu |
| 237   | Dangsan                                                           | 당산                          | 堂山                     | (913)                        | 1.1         | 40.8             | Seoul  | Yeongdeungpo-gu |
| 238   | Hapjeong (SeAH Tower)                                             | 합정 (세아타워)               | 合井                     | (622)                        | 2.0         | 42.8             | Seoul  | Mapo-gu         |
| 239   | Đại học Hongik                                                    | 홍대입구                      | 弘大入口                 | (A03) (K314)                 | 1.1         | 43.9             | Seoul  | Mapo-gu         |
| 240   | Sinchon (Tàu điện ngầm)                                           | 신촌 (지하)                   | 新村                     |                              | 1.3         | 45.2             | Seoul  | Mapo-gu         |
| 241   | Đại học Nữ sinh Ewha                                              | 이대                          | 梨大                     |                              | 0.8         | 46.0             | Seoul  | Mapo-gu         |
| 242   | Ahyeon                                                            | 아현                          | 阿峴                     |                              | 0.9         | 46.9             | Seoul  | Mapo-gu         |
| 243   | Chungjeongno (Đại học Kyonggi)                                    | 충정로 (경기대입구)           | 忠正路 (京畿大入口)      | (531)                        | 0.8         | 47.7             | Seoul  | Seodaemun-gu    |
| 201   | Tòa thị chính                                                     | 시청                          | 市廳                     | (132)                        | 1.1         | 48.8             | Seoul  | Jung-gu         |

### Tuyến nhánh Seongsu
| Số ga | Tên ga                           | Tên ga            | Tên ga            | Chuyển tuyến  | Khoảng cách | Tổng khoảng cách | Vị trí | Vị trí        |
| Số ga | Tiếng Việt                       | Hangul            | Hanja             | Chuyển tuyến  | Khoảng cách | Tổng khoảng cách | Vị trí | Vị trí        |
| ----- | -------------------------------- | ----------------- | ----------------- | ------------- | ----------- | ---------------- | ------ | ------------- |
| 211   | Seongsu                          | 성수              | 聖水              | (Tuyến chính) | 0.0         | 0.0              | Seoul  | Seongdong-gu  |
| 211-1 | Yongdap                          | 용답              | 龍踏              |               | 2.3         | 2.3              | Seoul  | Seongdong-gu  |
| 211-2 | Sindap                           | 신답              | 新踏              |               | 1.0         | 3.3              | Seoul  | Seongdong-gu  |
| 211-3 | Yongdu (Văn phòng Dongdaemun-gu) | 용두 (동대문구청) | 龍頭 (東大門區廳) |               | 0.9         | 4.2              | Seoul  | Dongdaemun-gu |
| 211-4 | Sinseol-dong                     | 신설동            | 新設洞            | (126) (S122)  | 1.2         | 5.4              | Seoul  | Dongdaemun-gu |

### Tuyến nhánh Sinjeong[21]
| Số ga | Tên ga                 | Tên ga     | Tên ga     | Chuyển tuyến        | Khoảng cách | Tổng khoảng cách | Vị trí | Vị trí       |
| Số ga | Tiếng Việt             | Hangul     | Hanja      | Chuyển tuyến        | Khoảng cách | Tổng khoảng cách | Vị trí | Vị trí       |
| ----- | ---------------------- | ---------- | ---------- | ------------------- | ----------- | ---------------- | ------ | ------------ |
| 234   | Sindorim               | 신도림     | 新道林     | (140) (Tuyến chính) | 0.0         | 0.0              | Seoul  | Guro-gu      |
| 234-1 | Dorimcheon             | 도림천     | 道林川     |                     | 1.0         | 1.0              | Seoul  | Guro-gu      |
| 234-2 | Văn phòng Yangcheon-gu | 양천구청   | 陽川區廳   |                     | 1.7         | 2.7              | Seoul  | Yangcheon-gu |
| 234-3 | Sinjeongnegeori        | 신정네거리 | 新亭네거리 |                     | 1.9         | 4.6              | Seoul  | Yangcheon-gu |
| 234-4 | Kkachisan              | 까치산     | 까치山     | (518)               | 1.4         | 6.0              | Seoul  | Gangseo-gu   |

## Ga trung chuyển
- 201 Ga Tòa thị chính -  Tuyến 1
- 203 Ga Euljiro 3(sam)-ga -  Tuyến 3
- 204 Ga Euljiro 4(sa)-ga -  Tuyến 5
- 205 Ga Công viên Lịch sử và Văn hóa Dongdaemun -  Tuyến 4 /  Tuyến 5
- 206 Ga Sindang -  Tuyến 6
- 208 Ga Wangsimni -  Tuyến 5 /  Tuyến Gyeongui–Jungang /  Tuyến Suin–Bundang
- 211 Ga Seongsu -  Tuyến 2 (Ga trung chuyển Tuyến chính-Tuyến nhánh Seongsu)
- 212 Ga Đại học Konkuk -  Tuyến 7
- 216 Ga Jamsil -  Tuyến 8
- 218 Ga Khu liên hợp thể thao -  Tuyến 9
- 220 Ga Seolleung -  Tuyến Suin–Bundang
- 222 Ga Gangnam -  Tuyến Shinbundang
- 223 Ga Đại học Giáo dục Quốc gia Seoul -  Tuyến 3
- 226 Ga Sadang -  Tuyến 4
- 230 Ga Sillim -  Tuyến Sillim
- 233 Ga Daerim -  Tuyến 7
- 234 Ga Sindorim -  Tuyến 1 /  Tuyến 2 (Ga trung chuyển Tuyến chính-Tuyến nhánh Sinjeong)
- 236 Ga Văn phòng Yeongdeungpo-gu -  Tuyến 5
- 237 Ga Dangsan -  Tuyến 9
- 238 Ga Hapjeong -  Tuyến 6
- 239 Ga Đại học Hongik -  Đường sắt sân bay /  Tuyến Gyeongui–Jungang
- 243 Ga Chungjeongno -  Tuyến 5
- 211-4 Ga Sinseol-dong -  Tuyến 1 /  Tuyến Ui-Sinseol
- 234-4 Ga Kkachisan -  Tuyến 5

## Vị trí
| Vận hành                   | Vị trí          | Đoạn                                                     | Số ga |
| -------------------------- | --------------- | -------------------------------------------------------- | ----- |
| Tổng công ty Vận tải Seoul | Jung-gu         | Tòa thị chính (201) ~ Sindang (206)                      | 6     |
| Tổng công ty Vận tải Seoul | Seongdong-gu    | Sangwangsimni (207) ~ Seongsu (211)                      | 7     |
| Tổng công ty Vận tải Seoul | Seongdong-gu    | Yongdap (211-1) ~ Sindap (211-2)                         | 7     |
| Tổng công ty Vận tải Seoul | Dongdaemun-gu   | Yongdu (211-3) ~ Sinseol-dong (211-4)                    | 2     |
| Tổng công ty Vận tải Seoul | Gwangjin-gu     | Đại học Konkuk (212) ~ Gangbyeon (214)                   | 3     |
| Tổng công ty Vận tải Seoul | Songpa-gu       | Jamsillaru (215) ~ Khu liên hợp thể thao (218)           | 4     |
| Tổng công ty Vận tải Seoul | Gangnam-gu      | Samseong (219) ~ Gangnam (222)                           | 4     |
| Tổng công ty Vận tải Seoul | Seocho-gu       | Đại học Giáo dục Quốc gia Seoul (223) ~ Bangbae (225)    | 3     |
| Tổng công ty Vận tải Seoul | Dongjak-gu      | Sadang (226)                                             | 2     |
| Tổng công ty Vận tải Seoul | Dongjak-gu      | Sindaebang (231)                                         | 2     |
| Tổng công ty Vận tải Seoul | Gwanak-gu       | Nakseongdae (227) ~ Sillim (230)                         | 4     |
| Tổng công ty Vận tải Seoul | Guro-gu         | Phức hợp kỹ thuật số Guro (232) ~ Sindorim (234)         | 4     |
| Tổng công ty Vận tải Seoul | Guro-gu         | Dorimcheon (234-1)                                       | 4     |
| Tổng công ty Vận tải Seoul | Yangcheon-gu    | Văn phòng Yangcheon-gu (234-2) ~ Sinjeongnegeori (234-3) | 2     |
| Tổng công ty Vận tải Seoul | Gangseo-gu      | Kkachisan (234-4)                                        | 1     |
| Tổng công ty Vận tải Seoul | Yeongdeungpo-gu | Mullae (235) ~ Dangsan (237)                             | 3     |
| Tổng công ty Vận tải Seoul | Mapo-gu         | Hapjeong (238) ~ Ahyeon (242)                            | 5     |
| Tổng công ty Vận tải Seoul | Seodaemun-gu    | Chungjeongno (243)                                       | 1     |

## Thay đổi người dùng
| Tuyến   | Tuyến     | Số người trung bình trong ngày (người/ngày) | Số người trung bình trong ngày (người/ngày) | Số người trung bình trong ngày (người/ngày) | Số người trung bình trong ngày (người/ngày) | Số người trung bình trong ngày (người/ngày) | Số người trung bình trong ngày (người/ngày) | Số người trung bình trong ngày (người/ngày) | Số người trung bình trong ngày (người/ngày) | Số người trung bình trong ngày (người/ngày) | Số người trung bình trong ngày (người/ngày) | Chú thích |
| Tuyến   | Tuyến     | 2000                                        | 2001                                        | 2002                                        | 2003                                        | 2004                                        | 2005                                        | 2006                                        | 2007                                        | 2008                                        | 2009                                        | Chú thích |
| ------- | --------- | ------------------------------------------- | ------------------------------------------- | ------------------------------------------- | ------------------------------------------- | ------------------------------------------- | ------------------------------------------- | ------------------------------------------- | ------------------------------------------- | ------------------------------------------- | ------------------------------------------- | --------- |
| Tuyến 2 | Lên tàu   | 1,403,567                                   | 1,413,009                                   | 1,437,622                                   | 1,424,944                                   | 1,441,774                                   | 1,442,947                                   | 1,451,283                                   | 1,469,567                                   | 1,512,167                                   | 1,528,825                                   | [ 22 ]    |
| Tuyến 2 | Xuống tàu | 1,416,658                                   | 1,423,710                                   | 1,450,264                                   | 1,443,145                                   | 1,454,650                                   | 1,460,827                                   | 1,469,856                                   | 1,485,699                                   | 1,523,518                                   | 1,543,184                                   | [ 22 ]    |
| Tuyến 2 | Tổng      | 2,820,225                                   | 2,836,719                                   | 2,887,886                                   | 2,868,089                                   | 2,896,424                                   | 2,903,773                                   | 2,921,141                                   | 2,955,266                                   | 3,035,686                                   | 3,072,009                                   | [ 22 ]    |
| Tuyến   | Tuyến     | 2010                                        | 2011                                        | 2012                                        | 2013                                        | 2014                                        | 2015                                        | 2016                                        | 2017                                        | 2018                                        | 2019                                        | [ 22 ]    |
| Tuyến 2 | Lên tàu   | 1,517,375                                   | 1,547,394                                   | 1,546,746                                   | 1,554,070                                   | 1,579,409                                   | 1,554,434                                   | 1,541,893                                   | 1,522,393                                   | 1,530,910                                   | 1,540,008                                   | [ 22 ]    |
| Tuyến 2 | Xuống tàu | 1,540,316                                   | 1,567,239                                   | 1,560,470                                   | 1,572,506                                   | 1,596,836                                   | 1,571,347                                   | 1,561,308                                   | 1,542,570                                   | 1,553,302                                   | 1,562,804                                   | [ 22 ]    |
| Tuyến 2 | Tổng      | 3,057,691                                   | 3,114,633                                   | 3,107,214                                   | 3,126,576                                   | 3,176,245                                   | 3,125,781                                   | 3,103,201                                   | 3,064,963                                   | 3,084,212                                   | 3,102,812                                   | [ 22 ]    |
| Tuyến   | Tuyến     | 2020                                        |                                             |                                             |                                             |                                             |                                             |                                             |                                             |                                             |                                             | [ 22 ]    |
| Tuyến 2 | Lên tàu   | 1,093,425                                   |                                             |                                             |                                             |                                             |                                             |                                             |                                             |                                             |                                             | [ 22 ]    |
| Tuyến 2 | Xuống tàu | 1,103,185                                   |                                             |                                             |                                             |                                             |                                             |                                             |                                             |                                             |                                             | [ 22 ]    |
| Tuyến 2 | Tổng      | 2,196,610                                   |                                             |                                             |                                             |                                             |                                             |                                             |                                             |                                             |                                             | [ 22 ]    |

| Số thứ tự | Tên ga                                  | Lượng hành khách trung bình mỗi ngày (người) | Lượng hành khách năm 2023 (người) |
| --------- | --------------------------------------- | -------------------------------------------- | --------------------------------- |
| 1         | Jamsil                                  | 151.182                                      | 55.181.505                        |
| 2         | Gangnam                                 | 147.450                                      | 53.819.110                        |
| 3         | Đại học Hongik                          | 140.755                                      | 51.375.485                        |
| 4         | Phức hợp kỹ thuật số Guro               | 106.373                                      | 38.826.219                        |
| 5         | Sillim                                  | 104.686                                      | 38.210.438                        |
| 6         | Samseong                                | 102.951                                      | 37.577.176                        |
| 7         | Yeoksam                                 | 95.440                                       | 34.835.444                        |
| 8         | Sindorim                                | 94.988                                       | 34.670.566                        |
| 9         | Seolleung                               | 94.347                                       | 34.436.786                        |
| 10        | Euljiro 1(il)-ga                        | 89.277                                       | 32.585.992                        |
| 11        | Đại học Quốc gia Seoul                  | 88.166                                       | 32.180.462                        |
| 12        | Sadang                                  | 81.023                                       | 29.573.390                        |
| 13        | Seongsu                                 | 78.018                                       | 28.476.679                        |
| 14        | Sinchon                                 | 74.872                                       | 27.328.342                        |
| 15        | Đại học Konkuk                          | 74.131                                       | 27.057.670                        |
| 16        | Hapjeong                                | 66.56                                        | 24.294.516                        |
| 17        | Đại học Giáo dục Quốc gia Seoul         | 62.542                                       | 22.827.969                        |
| 18        | Gangbyeon                               | 60.234                                       | 21.985.410                        |
| 19        | Nakseongdae                             | 52.060                                       | 19.001.875                        |
| 20        | Sindaebang                              | 48.421                                       | 17.673.599                        |
| 21        | Daerim                                  | 47.300                                       | 17.264.466                        |
| 22        | Tòa thị chính                           | 45.651                                       | 16.662.681                        |
| 23        | Ttukseom                                | 45.62                                        | 16.651.406                        |
| 24        | Guui                                    | 45.124                                       | 16.470.153                        |
| 25        | Euljiro 3(sam)-ga                       | 44.982                                       | 16.418.361                        |
| 26        | Jamsilsaenae                            | 44.162                                       | 16.119.239                        |
| 27        | Bongcheon                               | 43.934                                       | 16.036.054                        |
| 28        | Mullae                                  | 40.988                                       | 14.960.764                        |
| 29        | Văn phòng Yeongdeungpo-gu               | 40.427                                       | 14.755.703                        |
| 30        | Seocho                                  | 40.257                                       | 14.693.827                        |
| 31        | Dangsan                                 | 37.329                                       | 13.625.139                        |
| 32        | Bangbae                                 | 32.632                                       | 11.910.646                        |
| 33        | Đại học Nữ sinh Ewha                    | 32.452                                       | 11.845.087                        |
| 34        | Công viên Lịch sử và Văn hóa Dongdaemun | 30.948                                       | 11.296.193                        |
| 35        | Wangsimni                               | 28.963                                       | 10.571.535                        |
| 36        | Sindang                                 | 28.687                                       | 10.470.620                        |
| 37        | Jamsillaru                              | 27.433                                       | 10.012.947                        |
| 38        | Sangwangsimni                           | 26.720                                       | 9.752.902                         |
| 39        | Euljiro 4(sa)-ga                        | 26.013                                       | 9.494.924                         |
| 40        | Khu liên hợp thể thao                   | 24.991                                       | 9.121.816                         |
| 41        | Đại học Hanyang                         | 21.626                                       | 7.893.337                         |
| 42        | Ahyeon                                  | 20.069                                       | 7.325.258                         |
| 43        | Sinjeongnegeori                         | 19.948                                       | 7.280.876                         |
| 44        | Chungjeongno                            | 19.261                                       | 7.030.140                         |
| 45        | Văn phòng Yangcheon-gu                  | 13.545                                       | 4.943.917                         |
| 46        | Sinseol-dong                            | 7.352                                        | 2.683.379                         |
| 47        | Yongdap                                 | 5.923                                        | 2.162.054                         |
| 48        | Yongdu                                  | 4.718                                        | 1.722.085                         |
| 49        | Sindap                                  | 3.349                                        | 1.222.244                         |
| 50        | Dorimcheon                              | 2.498                                        | 911.730                           |

## Mở rộng
Có khả năng việc mở rộng đang trong quá trình lên kế hoạch để mở rộng chi nhánh Sinjeong dài thêm 3.7 km đến Ga Gayang trên tuyến 9. Đường dẫn sẽ bao gồm một nhà ga mới được đặt tên văn phòng Gangseo-gu ở giữa Kkachisan và Gayang.

## Liên kết
- Tổng công ty Vận tải Seoul
- Bản đồ ga và tìm tuyến